# Étienne de Cambacérès
Pour les autres membres de cette famille, voir Famille de Cambacérès et pour les homonymes, voir Cambacérès (homonymie).
Étienne Armand Napoléon, comte de Cambacérès, né le 5 décembre 1804 à Boulogne-sur-Mer et mort le 20 décembre 1878 à Paris, est un homme politique français.

## Biographie
Fils du général Jean-Pierre-Hugues de Cambacérès, il est propriétaire à Montgobert, dans le département de l'Aisne. Gendre du maréchal Davout, il est le père de Louis de Cambacérès.
Il se range, sous Louis-Philippe, parmi les bonapartistes mécontents qui font cause commune avec l'opposition, et, tandis que son frère siège dans la majorité dynastique de la Chambre des pairs, lui se fait, le 9 juillet 1842, envoyer à la Chambre des députés, par les électeurs indépendants du 3e collège de l'Aisne (Saint-Quentin), face à Benoît Fould, député ministériel sortant.
Il vote constamment avec l'opposition, et, réélu, le 1er août 1846, il s'associe au mouvement réformiste, prononce au banquet de Saint-Quentin un discours où il boit « à la vérité du gouvernement représentatif ! » et signe la mise en accusation du ministère Guizot.
Le comte Étienne de Cambacérès ne parvient pas à être élu à l'Assemblée constituante, mais, le 13 mai 1849, le département de l'Aisne l'élit représentant du peuple à la Législative. Il observe tout d'abord une attitude très réservée, attend les événements et soutient la politique du ministère Barrot avant d'appuyer celle du prince-président.
Il fait partie de la commission consultative nommée après le coup d'État du 2 décembre 1851, et reparaît au Corps législatif du 29 mars 1852, comme député de l'Aisne. Il vote, jusqu'à la fin de la législature, avec la majorité, et se retire en 1857, pour laisser la place à son fils, Louis de Cambacérès, né de son mariage en 1827 avec Adèle Napoléone Davout d'Auerstadt (1807-1885), fille du maréchal Davout.
Le comte de Cambacérès vit dès lors à l'écart de la politique militante, mais redevient actif dans la vie publique en 1868 en tant que maire de Montgobert, où il succède à son fils.

## Sources
- « Étienne de Cambacérès », dans Adolphe Robert et Gaston Cougny, Dictionnaire des parlementaires français, Edgar Bourloton, 1889-1891 [détail de l’édition]